# اسنلینگ (کارولینای جنوبی)
اسنلینگ(به انگلیسی: Snelling) شهری در ایالت کارولینای جنوبی کشور ایالات متحده آمریکا است که جمعیت آن در سرشماری سال ۲۰۱۰ میلادی، ۲۷۴ نفر بوده‌است.